# Meneldor
Meneldor is een fictief wezen uit de Lord of the Rings-saga. Hij is een van de arenden die zich huisvesten in de bergenketen van Caradhras.
Meneldor komt, samen met de andere arenden, mee om het op te nemen tegen de Nazgûl bij de Zwarte Poort en samen met Gwaihir en diens broer Landroval redt hij Frodo en Sam van de uitbarstende Doemberg.